# Skafocefalie

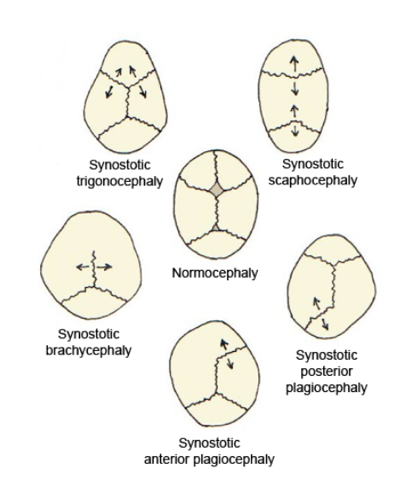

Skafocefalie neboli sagitální synostóza (lidově loďkovitá hlava) je choroba, při které srůstají například lebeční švy. Název je složen slov sagitální (od sutura sagitalis neboli šípový šev) a synostóza (srůst dvou kostí).
Výskyt skafocefalie je častější u chlapců než u dívek, může se dědit jako dominantní onemocnění, ale v 72 % tvoří případy nejednoznačné podstaty. Věk rodičů nemá na vznik skafocefalie žádný vliv. Na základě analýzy amerického registru kraniostóz (patologicky předčasných srůstů švů lebky) lze poukazovat na vyšší riziko vzniku skafocefalie u dětí matek, které kouří v těhotenství. U dětí se srostlým sagitálním (šípovým) švem bylo pomocí emisní počítačové tomografie prokázáno asymetrické snížení průtoku krve mozkem. Tyto nepravidelnosti u 83 % dětí po operaci vymizí.